# Yacouba Camara
Pour les articles homonymes, voir Camara.

a Compétitions nationales et continentales officielles uniquement.

b Matchs officiels uniquement.
Dernière mise à jour le 7 octobre 2019.
Yacouba Camara, né le 2 juin 1994 à Aubervilliers (Seine-Saint-Denis), est un joueur international français d'origine malienne de rugby à XV jouant aux postes de troisième ligne aile ou deuxième ligne au Montpellier HR depuis 2017.
Après être passé par le centre de formation du RC Massy Essonne, avec qui il a joué quelques matchs en Pro D2 ainsi qu'au Stade toulousain pendant 4 ans, il rejoint le MHR en 2017, avec qui il remporte le Challenge européen en 2021 et devient champion de France en 2022.
Il obtient sa première cape avec l'équipe de France lors du Tournoi des Six Nations 2016.

## Biographie

### Jeunesse et formation
Yacouba Camara est né le 2 juin 1994 à Aubervilliers en Seine-Saint-Denis, dans la proche banlieue de Paris, dans une famille originaire du Mali. Il commence le rugby à XV vers l'âge de 12 ans à l'AC Bobigny. En 2009, il intègre le lycée Lakanal de Sceaux et intègre le centre de formation du RC Massy Essonne. Il compte plusieurs sélections dans les différentes équipes de France de jeunes et est même surclassé en moins de 20 ans. Il intègre le pôle France de Marcoussis lors de la saison 2012-2013. Au mois d'avril 2013, à l'ouverture de la période des transferts, le Stade toulousain annonce son recrutement pour la saison 2013-2014.
En mai 2013, il est sélectionné en équipe de France des moins de 20 ans pour participer au Championnat du monde junior. Il joue quatre matchs et les Bleuets terminent à la cinquième place.

### Révélation au Stade toulousain (2013-2017)

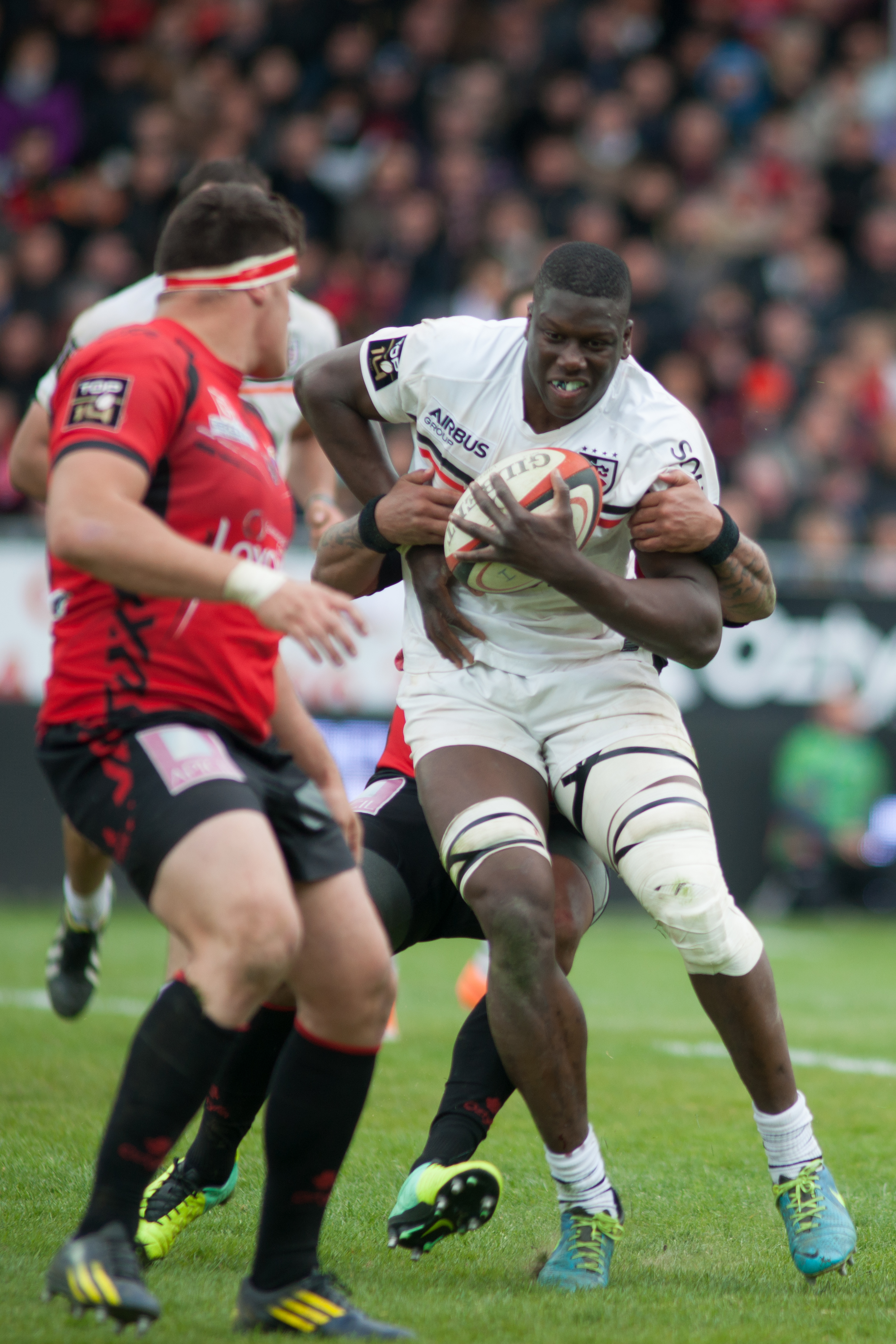
Yacouba Camara lors d'un match de Top 14 contre l'US Oyonnax, le 19 avril 2014.

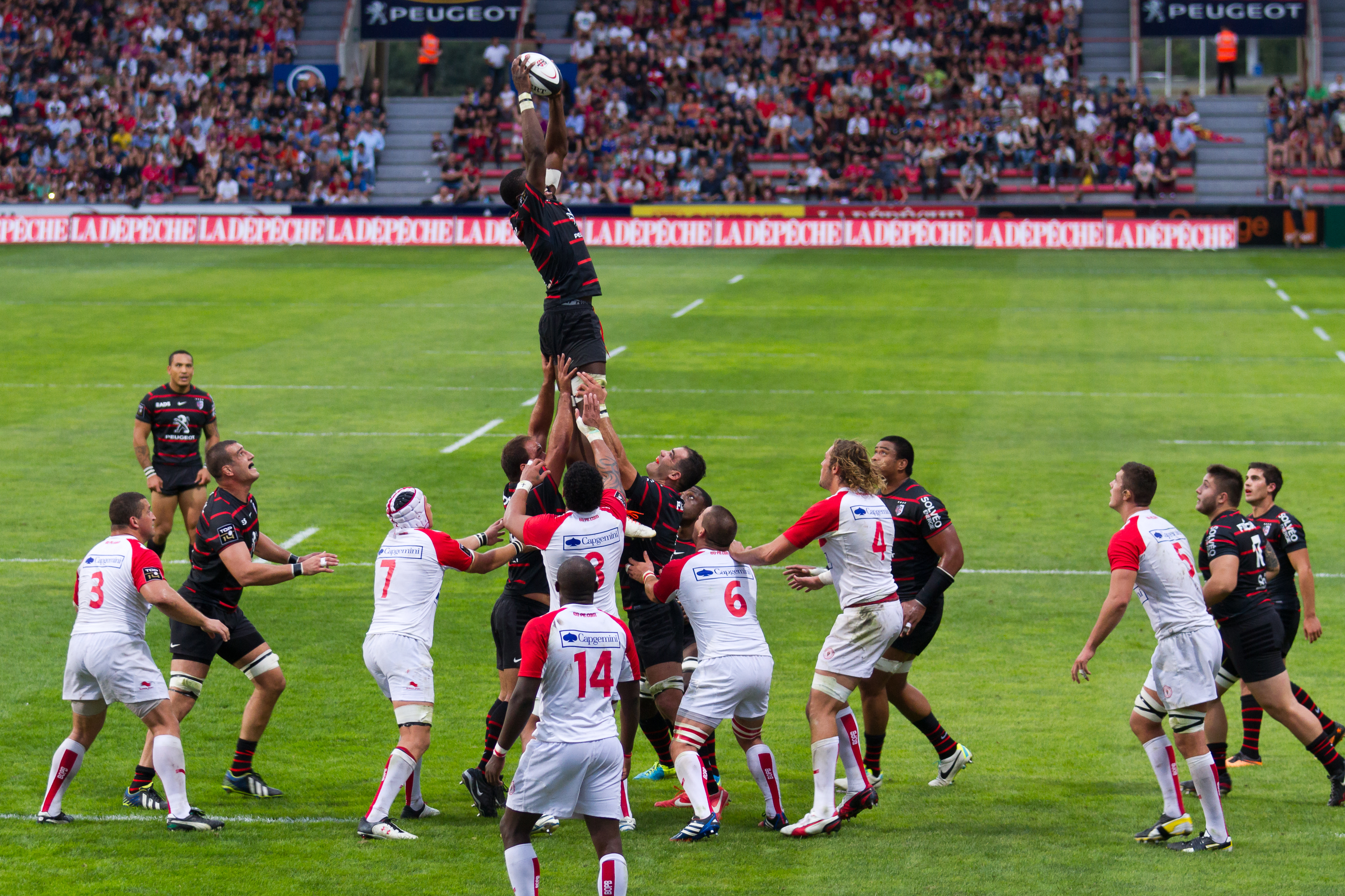
Yacouba Camara prend un ballon en touche contre le Biarritz Olympique en 2013

#### Débuts chez les professionnels avec Guy Novès
Yacouba Camara joue son premier match de Top 14 à l'âge de 19 ans le 17 août 2013, lors de la 1re journée du championnat 2013-2014 contre l'Union Bordeaux Bègles et inscrit son premier essai dès la 7e journée face au Castres olympique, alors champion de France en titre. Il devient la révélation toulousaine dès sa première saison au club rouge et noir, profitant des blessures de ses coéquipiers en troisième ligne, Thierry Dusautoir aux biceps, Grégory Lamboley au genou et des départs de Yannick Nyanga et de Louis Picamoles pour le Tournoi des Six Nations 2014 mais aussi de leurs blessures respectives à la cheville pour le premier et à la crête iliaque pour le second. Il est même titularisé lors des matchs de phase finale, de Top 14 mais aussi de H-Cup. Il participe au quart de finale de son équipe contre la province irlandaise du Munster, match durant lequel il réalise une bonne performance mais ne peut empêcher son équipe de perdre lourdement (47-23).
En début de saison 2014-2015, Yacouba Camara intègre pour la première fois le groupe de l'équipe de France pour les matchs du mois de novembre 2014, à l'âge de 20 ans. Cependant, après le premier match contre les Fidji, auquel il ne participe pas, il est remplacé par son coéquipier en club, Yannick Nyanga. Il est rappelé la semaine suivante par le sélectionneur Philippe Saint-André pour remplacer Virgile Bruni, blessé. Il ne figure pas sur la feuille de match pour le dernier match du mois de novembre contre l'Argentine. Yacouba Camara ne connaît donc pas sa première sélection avec le XV de France lors de cette tournée de novembre. Cette saison marque un léger fléchissement de son temps de jeu, mais il participe tout de même à quinze rencontres chez les professionnels, à tout juste 21 ans.

#### Confirmation avec Ugo Mola et débuts en équipe de France

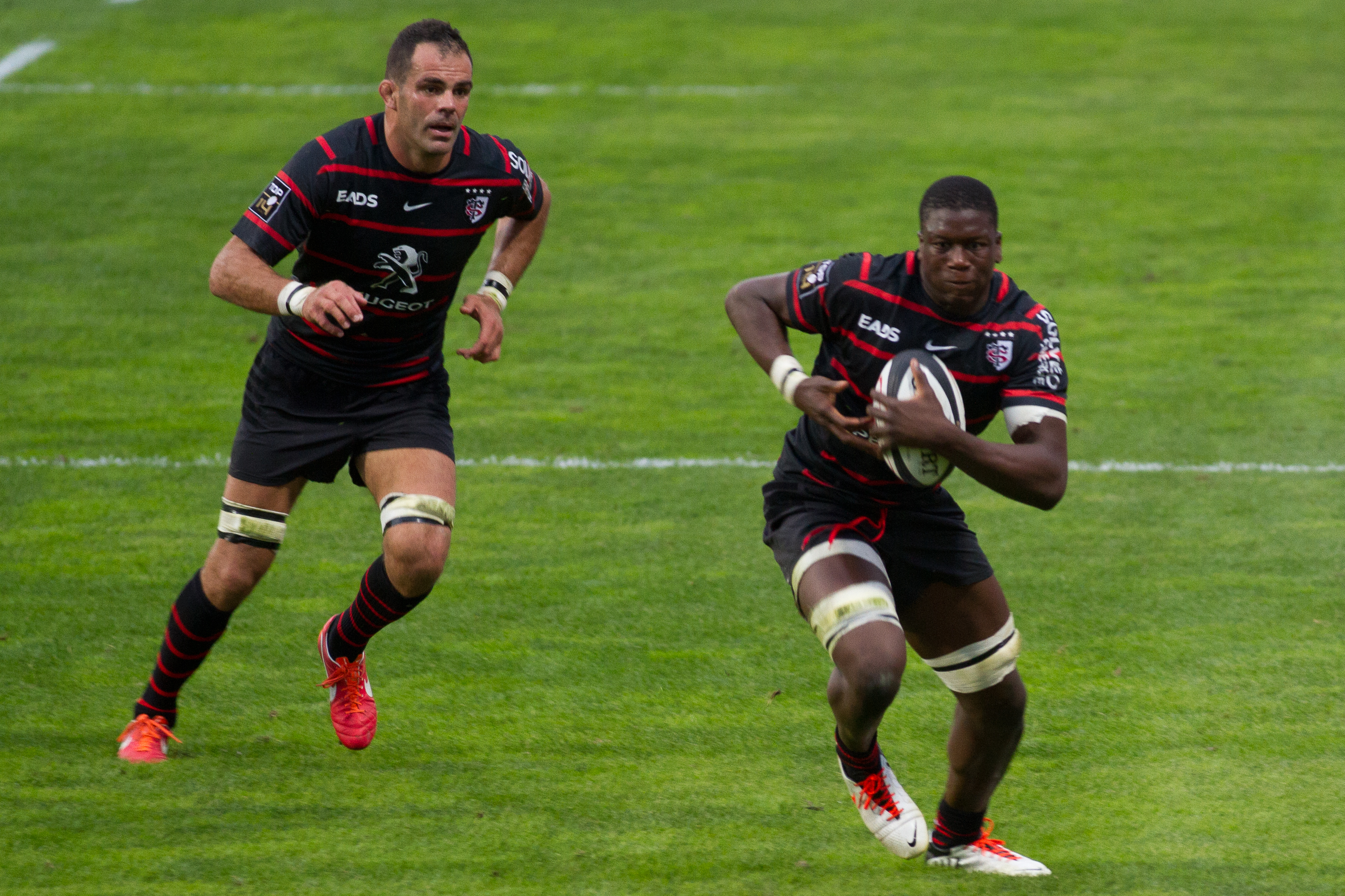
Yacouba Camara en 2013 avec le Stade toulousain

Le départ de Yannick Nyanga au Racing 92 et l'absence de plusieurs joueurs en troisième ligne en début de saison 2015-2016, pour cause de coupe du monde 2015 (tels que Louis Picamoles et Thierry Dusautoir) lui permet d'être titularisé par son nouveau manager Ugo Mola pour des premiers matchs de Top 14 et Yacouba Camara lui rend cette confiance en étant performant sur le terrain.
Il réalise un bon début de saison avec sept titularisations en autant de matchs de championnat de son club, dont six où il a joué tout le match ; cela lui vaut d'être élu parmi les trois meilleurs joueurs du Stade toulousain sur la période du mois d'octobre. Il est donc titularisé pour le premier match du club lors de la coupe d'Europe 2015-2016 contre les Saracens.
Ses performances en club poussent son ancien entraîneur, Guy Novès, nouveau sélectionneur, à l'appeler pour la première fois à un stage avec l'équipe de France en vue du Tournoi des Six Nations 2016. Il dispute son premier match avec les Bleus le 6 février 2016 contre l'équipe d'Italie. Remplaçant, il rentre en jeu dès la 16e minute à la place de Louis Picamoles blessé. Il obtient sa première titularisation la semaine suivante face à l'Irlande où la France s'impose 10 à 9. Décevant contre l'Ecosse, dans le quatrième match, il est écarté après la défaite.
En juillet 2016, il figure sur la Liste développement de 30 joueurs de moins de 23 ans à fort potentiel que les entraîneurs de l'équipe de France suivent pour la saison 2016-2017. 

### Montpellier Hérault Rugby (depuis 2017)
À l'issue de la saison 2016-2017, âgé de seulement 22 ans, il quitte le Stade toulousain pour rejoindre le Montpellier Hérault Rugby, où il devient l'un des salaires les plus importants du club.
En juin 2017, l'encadrement du XV de France l'intègre dans la liste Élite des joueurs protégés par la convention FFR/LNR pour la saison 2017-2018. Il est un élément moteur de son équipe durant la tournée en Afrique du Sud, où il joue les trois matchs. Il est en revanche, forfait, pour les trois tests de novembre, victime d'une rupture du ligament de la cheville. Jacques Brunel, successeur de Guy Novès, le titularise dès l'entame du Tournoi des Six Nations 2018. Régulièrement convoqué par Brunel, il est sélectionné pour la Coupe du monde 2019.
Durant la saison 2021-2022, son club, termine à la deuxième place de la phase régulière et se qualifie donc pour les phases finales. Lors de la demi-finale, il est titulaire en troisième ligne aux côtés de Zach Mercer et Alexandre Bécognée, et bat l'Union Bordeaux Bègles, se qualifiant ainsi pour la finale. Le 24 juin 2022, il est de nouveau titulaire lors de la finale du Top 14 et affronte victorieusement le Castres olympique (victoire 29 à 10). Il remporte ainsi son deuxième titre avec le club héraultais, après le Challenge européen en 2021. Cette saison 2021-2022, il joue 20 matches toutes compétitions confondues sans marquer d'essai.
Après une bonne saison 2021-2022, il continue ses bonnes performances durant toute la première partie de saison 2022-2023, en étant souvent utilisé en deuxième ligne en l'absence des internationaux Paul Willemse ou Florian Verhaeghe. Cependant, sa bonne saison est stoppée par une blessure alors qu'il venait d'être rappelé en équipe de France pour participer au Tournoi des Six Nations 2023, presque quatre ans après sa dernière apparition en bleu. Il est victime d'une rupture du ligament croisé du genou, mettant fin à sa saison dès le mois de janvier 2023,. Avant sa blessure, il avait joué 19 matchs toutes compétitions confondues et marqué un essai durant la saison.
Au mois de janvier 2023, quatre ans après sa dernière sélection, il fait son retour en équipe de France, appelé par Fabien Galthié, alors qu'il n'avait plus joué depuis le match face aux Tonga en octobre 2019, durant la Coupe du monde. Il est convoqué pour participer au Tournoi des Six Nations 2023,. Cependant, il se blesse durant le week-end précédant la première journée et est donc remplacé par Thomas Jolmès.
Au cours de la saison 2024-2025, il prolonge son contrat avec le MHR jusqu'en 2028. Puis, alors qu'il est l'auteur de bonnes performances avec son club, il choisit de ne pas être appelé avec le XV de France pour le Tournoi des Six Nations 2025 afin de pouvoir jouer pour le Mali, son pays d'origine. Il souhaite ainsi développer cette équipe nationale ainsi que le rugby africain en général. Alors qu'il n'a plus joué pour la France depuis 2019, il est ainsi éligible pour changer de sélection.

## Style de jeu
Doté d'un physique imposant (il mesure 1,95 m pour environ 110 kg) et est considéré à ses débuts par de nombreux spécialistes comme un jeune joueur prometteur. Fabien Pelous, entraîneur de Yacouba Camara avec l'équipe de France des moins de 20 ans, puis directeur sportif du Stade toulousain, dit de lui en 2014 : « il a un bagage technique qui lui permet d'assumer ce niveau-là, il a un potentiel physique exceptionnel. »
Il s'agit d'un troisième ligne très mobile (dans la lignée de Nyanga ou de Ouedraogo), disposant d'un alliage vitesse/endurance lui permettant une très bonne couverture de terrain. Plaqueur assidu, il a en outre beaucoup progressé dans le secteur de la puissance, lui permettant d'asséner de solides placages et de franchir la ligne d'avantage. Il se montre également fiable dans le secteur de la touche, des qualités lui ayant permis d’être considéré comme l'un des meilleurs flankers du championnat. Selon des propos de l'entraîneur de l'équipe de France Guy Novès en 2016, il doit progresser pour devenir un meilleur gratteur.

## Statistiques

### En club
| Saison                      | Club                        | Championnat | Championnat | Championnat | Coupe d'Europe                         | Coupe d'Europe                         | Coupe d'Europe                         |
| Saison                      | Club                        | Compétition | Matchs      | Essais      | Compétition                            | Matchs                                 | Essais                                 |
| --------------------------- | --------------------------- | ----------- | ----------- | ----------- | -------------------------------------- | -------------------------------------- | -------------------------------------- |
| 2012-2013                   | RC Massy                    | Pro D2      | 5           | 0           | Pas de qualification en Coupe d'Europe | Pas de qualification en Coupe d'Europe | Pas de qualification en Coupe d'Europe |
| Sous-total RC Massy         | Sous-total RC Massy         | Pro D2      | 5           | 0           |                                        |                                        |                                        |
| 2013-2014                   | Stade toulousain            | Top 14      | 20          | 2           | Coupe d'Europe                         | 4                                      | -                                      |
| 2014-2015                   | Stade toulousain            | Top 14      | 14          | -           | Coupe d'Europe                         | 1                                      | -                                      |
| 2015-2016                   | Stade toulousain            | Top 14      | 19          | 2           | Coupe d'Europe                         | 4                                      | -                                      |
| 2016-2017                   | Stade toulousain            | Top 14      | 9           | -           | Coupe d'Europe                         | 1                                      | -                                      |
| Sous-total Stade Toulousain | Sous-total Stade Toulousain | Top 14      | 62          | 4           | Coupe d'Europe                         | 10                                     | 0                                      |
| 2017-2018                   | Montpellier HR              | Top 14      | 6           | 1           | Coupe d'Europe                         | 4                                      | -                                      |
| 2018-2019                   | Montpellier HR              | Top 14      | 13          | -           | Coupe d'Europe                         | 3                                      | -                                      |
| 2019-2020                   | Montpellier HR              | Top 14      | 8           | -           | Coupe d'Europe                         | 4                                      | -                                      |
| 2020-2021                   | Montpellier HR              | Top 14      | 19          | 2           | Coupe d'Europe+Challenge européen      | 2+4                                    | 0+1                                    |
| 2021-2022                   | Montpellier HR              | Top 14      | 17          | -           | Coupe d'Europe                         | 3                                      | -                                      |
| 2022-2023                   | Montpellier HR              | Top 14      | 16          | 1           | Champions Cup                          | 3                                      | -                                      |
| Sous-total Montpellier HR   | Sous-total Montpellier HR   | Top 14      | 79          | 4           | Coupe d'Europes                        | 23                                     | 1                                      |
| Total                       | Total                       | Top 14      | 146         | 8           | Coupes d'Europe                        | 33                                     | 1                                      |

### En équipe nationale
Au 31 janvier 2023, Yacouba Camara compte 17 capes en équipe de France. Il honore sa première sélection le 6 février 2016 lors d'une victoire 23 à 21 contre l'équipe d'Italie en remplaçant Louis Picamoles.
Il a participé à trois éditions du Tournoi des Six Nations, en 2016, 2018 et  2019.

## Palmarès

### En club
- RC Massy
  - Finaliste du Championnat de France espoirs en 2013
- Stade toulousain
  - Finaliste du Championnat de France espoirs en 2015

- Montpellier HR
  - Finaliste du Championnat de France en 2018
  - Vainqueur du Challenge européen en 2021
  - Vainqueur du Championnat de France en 2022

### En équipe nationale
Il remporte le Tournoi des Six Nations 2014 avec l'équipe de France des moins de 20 ans, tournoi où celle-ci réalise le Grand Chelem. Deux ans plus tard, Guy Novès appelle Yacouba Camara pour le Tournoi des Six Nations 2016, avec l'équipe première. Il joue le premier match de sa carrière dans le tournoi face à l'Italie.

#### Tournoi des Six Nations
| Édition          | Rang | Résultats France | Résultats Camara | Matchs Camara |
| ---------------- | ---- | ---------------- | ---------------- | ------------- |
| Six Nations 2016 | 5    | 2 v, 0 n, 3 d    | 2 v, 0 n, 1 d    | 3/5           |
| Six Nations 2018 | 4    | 2 v, 0 n, 3 d    | 2 v, 0 n, 3 d    | 5/5           |
| Six Nations 2019 | 4    | 2 v, 0 n, 3 d    | 1 v, 0 n, 1 d    | 2/5           |

#### Coupe du monde
| Édition    | Rang               | Résultats France | Résultats Camara | Matchs Camara |
| ---------- | ------------------ | ---------------- | ---------------- | ------------- |
| Japon 2019 | Quart de finaliste | 3 v, 0 n, 1 d    | 2 v, 0 n, 0 d    | 2/4           |